# Christiane Planckaert-Staessens
Christiane Planckaert-Staessens (Roeselare, 17 februari 1929 – Roeselare, 6 december 2023) was een Belgische senator.

## Levensloop
Christiane Staessens was de dochter van koffiebrander Bruno Staessens en Laura Deceuninck uit Roeselare. Ze volgde les in de Burgerschool van Roeselare. Aan het Sint-Andreasinstituut van Brugge haalde ze haar diploma regentaat Germaanse. Staessens engageerde zich al op jonge leeftijd bij de middenstandsverenigingen, in het bijzonder die voor vrouwen. Zo was ze van 1950 tot 1956 vrijgestelde als diocesaan leidster van de VKSJ of Vrouwelijke Katholieke Studerende Jeugd. In 1956 huwde ze met Gustaaf Planckaert en werd ze meewerkende echtgenote in hun groothandel van bakkerijgrondstoffen en koffie, die ze in de zaak van haar ouders onderbrachten.
Van de VKSJ zette Christiane Planckaert-Staessens de overstap naar de vrouwenbeweging CMBV. Ze werd al snel voorzitster. Ook op provinciaal vlak werd ze CMBV-voorzitter. Het echtpaar was politiek geëngageerd. Haar man zou in 1970 verkozen worden als gemeenteraadslid, toen nog binnen de partij 'Groep 70', een lijst met middenstanders die zich van de CVP afgescheurd hadden en samen met de PVV opkwam. In 1976 keerden de meeste middenstanders terug naar de CVP. Planckaert werd op die lijst verkozen en werd schepen. Hij bleef in die functie actief tot 1992.
Christiane Planckaert-Staessens stelde zich dan weer verkiesbaar bij provinciale en senaatsverkiezingen, dit voor de CVP. Van 1978 tot 1981 zetelde ze in de Senaat als provinciaal senator voor West-Vlaanderen. Daarmee was ze de eerste vrouw uit Roeselare die ooit in een parlement zetelde. In de periode januari 1979-oktober 1980 zetelde ze als gevolg van het toen bestaande dubbelmandaat ook in de Cultuurraad voor de Nederlandse Cultuurgemeenschap, die op 7 december 1971 werd geïnstalleerd. Vanaf 21 oktober 1980 tot november 1981 was ze tevens korte tijd lid van de Vlaamse Raad, de opvolger van de Cultuurraad en de voorloper van het huidige Vlaams Parlement.
Naast haar engagement in de middenstandsverenigingen was Christiane Planckaert-Staessens ook actief binnen de parochieraad, bisschopsraad en het Interdiocesaan Pastoraal Beraad. In 2004 mocht zij van de stad Roeselare voor haar inzet in het socio-culturele middenveld 'De Bronzen Blauwvoet' in ontvangst nemen.
Ze overleed in 2023 op 94-jarige leeftijd.